# Nicolas Perrenot de Granvelle

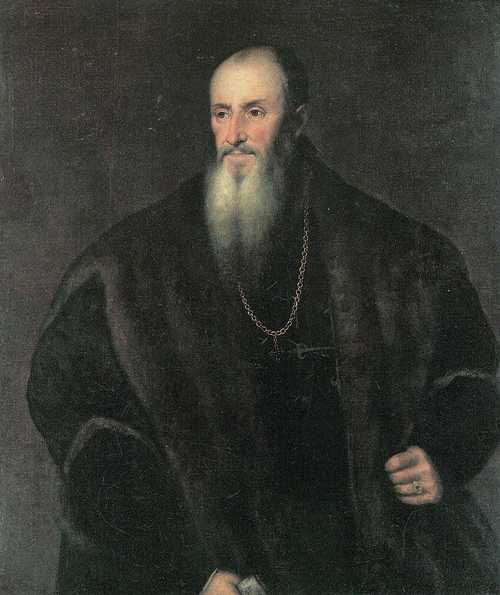
Nicolas Perrenot de Granvelle
(ca. 1548), Titiaan, Musée du Temps in Besançon

Nicolas Perrenot de Granvelle (Ornans, 1484 – Augsburg 28 augustus 1550) was een staatsman uit de Franche-Comté in dienst van de Habsburgse dynastie. Hij werd zeer eerzuchtig en hebzuchtig genoemd en verwierf een twaalftal heerlijkheden, waaronder Grandvelle (vanwaar zijn naam), Chantonnay, Champagney, Cantecroy (bij Antwerpen) en de baronie Ronse.
Nicolas Perrenot studeerde en promoveerde tot doctor in de rechten te Dole en werd spoedig raadsheer bij het parlement (provinciehuis en gerechtshof) in die stad. In 1518 werd hij in de adelstand verheven, en nadien bracht hij het achtereenvolgens tot raadsheer van keizer Karel V en van Margaretha van Oostenrijk, lid van de Geheime Raad te Brussel (1524) en gouverneur en rechter voor de Franche-Comté te Besançon (1527). 
Na de dood van Mercurino di Gattinara (1465–1530, sinds 1518 Karels grootkanselier, die de afbraak van de feodale staatsstructuur en de consolidatie van het vorstelijk absolutisme voorstond) werd Nicolas Perrenot diens feitelijke opvolger, hoewel niet in de waardigheid van grootkanselier, maar officieel slechts als grootzegelbewaarder en de facto als eerste minister. Hij vergezelde Karel V op al diens reizen en stond hem met zijn advies bij in zijn oorlogen tegen Frankrijk, tegen de Turken en tegen de Duitse vorsten. In de vele diplomatieke zendingen die hem werden toevertrouwd, onder andere bij koning Frans I van Frankrijk en bij Maurits van Saksen, toonde Perrenot zich een bedreven diplomaat. Ten opzichte van de politiek-religieuze geschillen in het Heilige Roomse Rijk adviseerde hij steeds een politiek van gematigdheid en verzoening.
Na zijn overlijden in 1550 werd hij opgevolgd door zijn zoon, Antoine Perrenot de Granvelle, die ook een van de invloedrijkste politici onder het bewind van Karels opvolger Filips II zou worden.

## Huwelijk en kinderen
Nicolas Perrenot trouwde in 1513 met Nicole Bonvalot, met wie hij vijftien kinderen kreeg: 
- Antoine (22 mei 1514), jong gestorven.
- Jeanne (2 september 1515) jong gestorven.
- Marguerite (16 juli 1516), gehuwd met Léonard de Grammont, en later met Jean d'Achey, baron van Thoraise.
- Antoine Perrenot (1517-1586), kardinaal
- Etiennette (24 maart 1518), gehuwd met Guyon Mouchet, heer van Château-Rouillaud.
- Henriette (18 maart|1519), gehuwd met Claude le Blanc, heer van Ollans, kapitein van de garde van de koning van Lorraine.
- Thomas Perrenot (9 juni 1521 - 1571), heer van Chantonnay gehuwd met Hélène van Brederode, dochter van Reinoud III van Brederode, diplomaat
- Jacqueline (28 november 1522), jong gestorven.
- Jérôme Perrenot (14 mei 1524-1554), heer van Champagney, militair en diplomaat;
- Marguerite (20 oktober 1525 in Mechelen), gehuwd met Antoine de Laubépin, baron van l'Aigle, en later met Ferdinand de Lannoy, hertog van Boyanne.
- Anne (januari 1526 (1527 ?), in Mechelen), gehuwd met Marc de Beaujeu, gruyer van Bourgogne, heer van Montot.
- Laurence (3 maart 1528 in Besançon), gehuwd met Claude de Chalant, baron van Verjon, en later met Pierre van Montluel
- Françoise (9 januari 1531 in Brussel), helft van een tweeling, jong gestorven.
- Charles Perrenot (9 januari 1531 in Brussel -1567) (helft van een tweeling, geestelijke en raadsheer
- Frédéric Perrenot (2 april 1536 in Barcelona - 1600 (1602?)), heer van Champagney, staatsman en militair

- Biblioteca Nacional de España: XX1467006
- Bibliothèque nationale de France: cb11968109d (data)
- Biografisch Portaal: 12414266
- Gemeinsame Normdatei: 118718452
- International Standard Name Identifier: 0000 0001 1628 0359
- Library of Congress Control Number: n96105216
- Nederlandse Thesaurus van Auteursnamen: 127708685
- Istituto Centrale per il Catalogo Unico: BVEV128106
- SNAC: w6gj17db
- Système universitaire de documentation: 027693600
- Virtual International Authority File: 41848668
- WorldCat: E39PBJxx9VbJB6wWQQPcpk9xDq